# António Lobo de Almada Negreiros
António Lobo de Almada Negreiros (Aljustrel, Aljustrel, 13 de Agosto de 1868 — Paris, 12 de Junho de 1939) foi um ilustre jornalista e escritor colonialista, ensaísta, poeta e maçon português.

## Família
Filho de Pedro de Almada Pereira e de sua mulher Margarida Francisca Camacho de Negreiros ou Lobo Bravo de Negreiros.

## Biografia

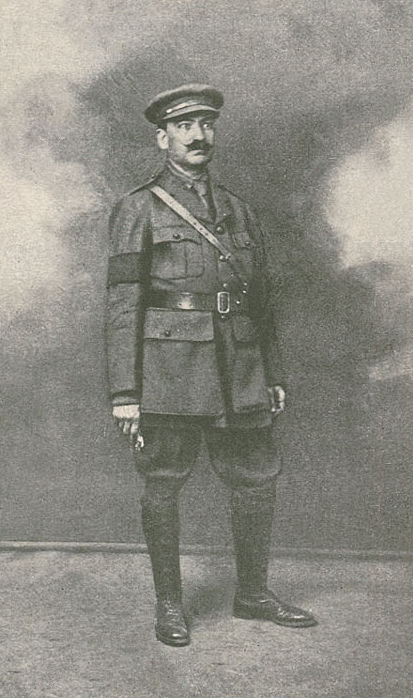
Almada Negreiros, enquanto correspondente de guerra dO Século na frente ocidental da Primeira Guerra Mundial

Funcionário Público, Colonialista e Jornalista, viveu na Ilha de São Tomé, em São Tomé e Príncipe, onde desempenhou as funções de Administrador do Concelho, e, já viúvo, estabeleceu-se em Paris, deixando os filhos António e José ao cuidado dos Jesuítas no Colégio de Campolide, onde participou na organização da Exposição Universal de Paris de 1900, que teve a seu cargo, bem como os serviços de propaganda Republicana em França após 1910, e foi Vice-Cônsul de Portugal, etc.
Tenente de Cavalaria, colaborou em diversos jornais e foi redactor e fundador doutros.
Deixou publicados vários livros sobre as colónias portuguesas.
Iniciado na Maçonaria em data desconhecida e em Loja desconhecida, pertenceu à Loja Thélème, de Paris, afecta ao Grande Oriente de França, desconhecendo-se igualmente o seu nome simbólico.

## Casamento e descendência
Casou na Ilha de São Tomé, Distrito de Água Grande, São Tomé, Conceição, a 30 de Abril de 1892 com Elvira Freire Sobral (São Tomé, Distrito de Mé-Zóchi, Trindade, Roça Saudade - Ilha de São Tomé, 29 de Dezembro de 1896), filha mais velha e natural reconhecida e criada por seu pai José António Freire Sobral e Leopoldina Amélia de Azevedo, que morreu no parto da e com a sua filha. Estudou em Coimbra, no Colégio das Religiosas Ursulinas, onde ganhou fama de hábil desenhadora. O seu meio-irmão Joaquim Freire Sobral também foi artista e pintor. Eles tiveram, para além da filha, dois filhos, José Sobral de Almada Negreiros (n. 1893) e António Sobral de Almada Negreiros (n. 1895), Tenente e Cavaleiro da Ordem Militar de Avis (19 de Novembro de 1931).